# クラッシュ・バンディクー がっちゃんこワールド
『クラッシュ・バンディクー がっちゃんこワールド』 は、ビベンディ ユニバーサル ゲームズより2005年12月1日に発売されたアクション+バトルレースゲーム。PlayStation 2、PlayStation Portable、ニンテンドー ゲームキューブの3機種向けに発売された。

## 概要
クラッシュ・バンディクーシリーズの1つ。開発はラディカル・エンターテインメントが行った。ラディカル・エンターテインメントは以後クラッシュ・バンディクーシリーズのメインタイトルの開発を担当することになるが、ラディカル社にとって本作がクラッシュシリーズの初仕事となる。
タイトルにある「がっちゃんこ」は、ものがくっつく際の擬声語である。これには本ゲームの特徴である「アクション」と「レース」の融合を意味する「がっちゃんこ」、およびレース時に他の対戦者の車と合体する際のアクション名としての「がっちゃんこ」の2つの意味がある。
海外では同時期にXbox版も発売された。またSensory Sweep Studios開発によるニンテンドーDS版も企画されたが、実現には至らなかった。
北米版からの変更点として、クラッシュのデザインが挙げられる。日本語版のみ、一部のムービーを除き日本語版パッケージのCGグラフィックや日本で使われていた着ぐるみに準拠したデザインに変更されている。

## ストーリー
「ボン・クラッチ モーターワールド」は変わったアトラクションが楽しめるテーマパーク。ところがモーターワールドの動力源「パワーダイヤ」が何者かによって盗まれてしまった。さらにモーターワールドのオーナーでサイボーグのエベニーザー・ボン・クラッチの命を支えている「ブラック・パワーダイヤ」も無くなってしまう。困ったボン・クラッチはパワーダイヤを全て見つければモーターワールドの所有権を譲るという条件で、レース大会を開催することに。時を同じくして、丁度モーターワールドの入口にやってきたクラッシュ一行とコルテックス一味。ボン・クラッチに腕を見込まれた彼らは、成り行きでこのレース大会に参加する事になる。

## ゲームシステム
アクションとレースの融合が本作の特徴ではあるが、ゲーム内ではもっぱら主人公クラッシュのアクションが中心となる。レースや車を使うミニゲーム類はアイテムやコインを集める際の1つの手段としての位置づけである。
テーマパークが舞台であるため、敵キャラクターは一切登場せず、クラッシュにダメージを負わせるような悪質な仕掛けもほとんど存在しない。水に落ちるなどしてミス扱いになったとしてもミスになる直前の位置からすぐに再スタートできるので、半ばアスレチック感覚でテーマパークを回っていくことになる。
またテーマパークの各エリアは小さな箱庭のような構造をしており、立体的な構成も施されているため、クラッシュシリーズの作品中では比較的自由度が高いと言える。
アクション
- センターエリアを中心に計5つのエリアを探索していく。探索の上で、仲間から委託されたミッションも行うと同時に、エリア内のどこかにある「パワーストーン」や「パワーダイヤ」を見つけ出すことがゲームの目的である。
- 各エリアにはそれぞれ複数のレース会場やミニゲーム場が設置されており、様々なアトラクションにチャレンジすることができる。

レース
- 本作の目玉の1つであるレースにおいては、プレイヤーが操作するマシンの最も近くを走る他の対戦者とがっちゃんこ（合体）することができる。これにより、2人1組でレースを進めるようになり、それぞれドライバーとガンナーの役割を分担する（役割は任意で変更可能）。
- コース上には所々にアイテムアイコンが表示されており、触れるとランダムで攻撃用アイテムが入手できる。

## キャラクター
クラッシュ・バンディクー（声：ジェス・ハーネル）
アクションステージ（各テーマエリア）では、クラッシュを操作して様々なミッションを攻略していく。毎度おなじみの主人公。マヌケな一面はあるがこれまで何度も世界を救ってきたヒーローでもある。今回はボン・クラッチの願いを聞き入れ、「パワーダイヤ」を探してモーターワールド内を駆け巡る。
ココ・バンディクー（声：新井里美）
ココのミッション１をクリアすると、レースで使えるようになる。クラッシュの妹。クラッシュとは違いしっかり者である。
クランチ・バンディクー（声：木村雅史）
クランチのミッション１をクリアすると、レースで使えるようになる。『クラッシュ・バンディクー4』で、コルテックスに作り出された体格の大きいバンディクー。今ではクラッシュの仲間。
ネオ・コルテックス（声：飯塚昭三）
レースでは、クラッシュと共に最初から使えるキャラクター。世界征服を目指す悪の科学者。額の「N」のマークがトレードマーク。本来クラッシュとは敵対関係だが本作では、同じくボン・クラッチの願いを聞き入れ、ともにレースを戦っていくことに。モーターワールドの権利を勝ち取り、秘密基地に改造するのが目的。
エヌ・ジン（声：小形満）
エヌ・ジンのミッション１をクリアすると、レースで使えるようになる。コルテックスに忠実な部下。過去に事故を起こし、頭にミサイルが刺さっている。
ニーナ・コルテックス（声：亀井芳子）
ニーナのミッション１をクリアすると、レースで使えるようになる。頭がいいコルテックスの姪っ子。額には「n」のマークがある。10歳の頃からひねくれた性格になったらしい。
エベニーザー・ボン・クラッチ（声：大竹宏）
ボン・クラッチのミッション１をクリアすると、レースで使えるようになる。本作の舞台となるテーマパーク「ボン・クラッチ モーターワールド」のオーナー。「ブラック・パワーダイヤ」の力で生きているサイボーグ。盗まれてしまったブラック・パワーダイヤを見つけてほしいと、クラッシュやコルテックスたちに協力を求める。モーターワールドのお客が困っている姿を見て楽しむのが趣味と言う変わり者。
パサディーナ・オポッサム（声：松久保いほ）
パサディーナのミッション１をクリアすると、レースで使えるようになる。ボン・クラッチの忠実な部下。クラッシュたちと同じくブラック・パワーダイヤを探すために争奪戦に参加する。レース好きの女レーサーで、レース中の危険な刺激が大好き。ツインテールがトレードマークのオポッサム。
ウィリー・ワンパ・チークス（声：船木真人）
モーターワールドの入り口付近にいて、お客さんの相手をしているが、ある事件を境に姿を消してしまう。モーターワールドのマスコットキャラクター。りんごの顔に手足が生えたような姿をしており、人間とりんごを融合させて誕生した。鼻からは蛇口が伸びており、「リンゴじる」を出すことができる。
チック（声：高橋圭一）
ボン・クラッチモーターワールドのセンターエリアで、常にスチューと２人で一緒にいる。モーターワールドの権利争奪戦の実況中継者のニワトリ。ベテランスポーツキャスターでもある。真面目な性格で、相棒のスチューがとんでもないことを言うたびに寿命が縮んでいるという。本名はチック・ギザード・リップ。
スチュー（声：姫野惠二）
ボン・クラッチモーターワールドのセンターエリアで、常にチックと２人で一緒にいる。チックの相棒のニワトリで同じく実況中継を担当。チックとは逆にテンションが高く、カメラが回っていない一瞬の隙に衣装を変えるという特技をもつ。怖い奥さんがいる。
ドローン（声：黒田崇矢、安斉一博、櫛田泰道 他）
パーク内の至る所にいて、コインと引き換えにアイテムを売る者、レースコースの点検をする者、ミニゲームにゲスト出演する者など、その仕事はドローンによって様々。モーターワールドの作業員。全員ガスマスクのついた防護服のような格好をしており、見た目は皆同じ。パーク内のあらゆる場所で「パワーストーン」や「コスチューム」を売っている。ミニゲームコーナーへの案内役も彼らである。
モーターワールドの客（声：森谷恵利（現：タルタエリ）、日下ちひろ 他）
モーターワールドのセンターエリアには、一般のお客さんが大勢登場。モーターワールドに遊びに来ている一般客。センターエリアにしか登場しない。老若男女様々な人がおり、パーク内を歩き回っている。一人一人と会話ができるほか、スピンアタックなどで攻撃も加えることができる。

## アイテム
重要アイテム
- パワーダイヤ

盗まれたモーターワールドの動力源。モーターワールドの各エリア入るには、そのエリアの動力源であるパワーダイヤを先に見つけだす必要がある。
- パワーストーン

レースで勝つともらえるほか、コインを出してドローンから買って入手することもできる。主にある仕掛けを起動するために必要となる。
アクションモード専用
- コイン

ドローンからパワーストーンやコスチュームを買うときなどに必要になるもの。各エリアのいたるところに落ちているほか、木箱を破壊することや、レースやミニゲームをクリアすることでも手に入る。
- 木箱

各エリアのいたるところに置かれている木箱。これまでの作品で登場した木箱よりもサイズが一回り小さめ。壊すとコインが何枚か手に入る。
- リンゴじる

いわゆるリンゴジュース。取ると一定時間のみ入手コイン数が2倍になる。これも各エリアに複数落ちている。
レースモード専用
- ニワトリばくだん

近くの車を攻撃できる爆弾。スティック操作で前にも後ろにも投げられる。
- くっつきサルばくだん

近くの車に対して投げられるサル型の爆弾。投げた車に張り付き爆発を起こす。
- おっかけミサイル

1位の車を自動的に追いかけるミサイル。

## ステージ
クラッシュはセンターエリアを中心に他のステージを行き来するため、センターエリアが以前のシリーズでいう「ワープルーム」に相当する。また、次のステージへ行くには前のステージでパワーダイヤを見つける必要がある。
センターエリア
モーターワールドの中央広場で各エリアへのエントランスも兼ねている。エリア内にはココやコルテックスなどのキャラクターが立っており、話しかけることでミッションを請け負うことになる。他にも多くの観光客や従業員（ドローン）が歩きまわっているほか、少しばかりお店も存在する。
ミステリーアイランド
海賊と冒険の世界。最初に行くことになるエリア。海賊船などをモチーフにしたアトラクションが揃っており、ミステリーアイランド内のアトラクションも海をモチーフにしたものになっている。
ハッピーエバーファースター
イカれたファンタジーの世界。おとぎの国のようなエリアで、メルヘンを連想させる建物が並んでいる。レースコースもおとぎ話を題材にしたものが多い。
ティラノサウルスレックス
恐竜が暴れる太古の世界。恐竜が生きていた時代をイメージに作られているエリア。ステージの奥地にはマグマが流れる場所や冠雪地帯もある。センターエリア内のトロッコを使わなければ行くことができない。
トゥームタウン
古代エジプトの呪われた世界。古代エジプトをモチーフにしたエリア。死者の魂が漂っているとも言われている。
アストロランド
宇宙がテーマの暗黒の世界。宇宙ステーションをモチーフにしたエリア。最終エリアであるためか、浮遊台など複雑な構造の仕掛けが多い。

## 携帯電話アプリ版
メディアソケットが経営するサイト「海外人気ゲーム」にて、本作をモデルとした携帯電話ゲーム『クラッシュ・バンディクー がっちゃんこワールド』がEZアプリ(BREW)、およびS!アプリ向けに配信されている。
- EZアプリ - 2006年12月20日配信開始, 262円（税込）
- S!アプリ - 2007年1月17日配信開始, 263円（税込）

## ボタン対応表
|              | PlayStation 2 | PlayStation Portable | ニンテンドー ゲームキューブ |
| ------------ | ------------- | -------------------- | --------------------------- |
| 十字ボタン   | 十字ボタン    | 十字ボタン           | 十字ボタン                  |
| L3スティック | L3スティック  | 左スティック         | 左スティック                |
| R3スティック | R3スティック  | -                    | Cスティック                 |
| △            | △             | Y                    | Y                           |
| ○            | ○             | B                    | B                           |
| ×            | ×             | A                    | A                           |
| □            | □             | X                    | X                           |
| L            | L1・L2        | L                    | L                           |
| R            | R1・R2        | R                    | R                           |
| START        | START         | START                | START/PAUSE                 |
| SELECT       | SELECT        | SELECT               | -                           |

## コントローラー(ボタン)説明
PlayStation 2
- 「カーソルいどう」
- 「もどる」
- 「けってい」「せんたく」「スキップ」

PlayStation Portable
- 「カーソルいどう」
- 「もどる」
- 「けってい」「せんたく」「スキップ」

ニンテンドー ゲームキューブ
- ◎「カーソルいどう」
- A「もどる」
- B「けってい」「せんたく」「スキップ」